# Lahidzs kormányzóság

Lahidzs kormányzóság elhelyezkedése Jemenen belül

Lahidzs kormányzóság (arabul محافظة لحج [Muḥāfaẓat Laḥiǧ]) Jemen huszonegy kormányzóságának egyike. Az ország délnyugati részén fekszik. Északnyugaton Taizz, északon Dáli, északkeleten Bajdá, keleten Abjan, délkeleten Áden kormányzóság, délnyugaton pedig az Arab-tenger határolja. Székhelye Lahidzs városa. Területe 14 003 km², népessége a 2004-es népszámlálási adatok szerint 722 694 fő.

## Fordítás
Ez a szócikk részben vagy egészben  a   Governorates of Yemen című angol Wikipédia-szócikk ezen változatának fordításán alapul.  Az eredeti cikk szerkesztőit annak laptörténete sorolja fel. Ez a jelzés csupán a megfogalmazás eredetét és a szerzői jogokat jelzi, nem szolgál a cikkben szereplő információk forrásmegjelöléseként.